# Burnley FC
A Burnley Football Club angol futballcsapat székhelye Burnleyben, Lancashire-ben van. 1888-ban alapító tagjai lettek a Labdarúgó Ligának, jelenleg a Premier League-ben szerepelnek. A mezük kék és vörösbor-színű. Alapításuk (1882) óta a Turf Moorban játsszák hazai meccseiket.
A csapat kétszer nyert bajnokságot, az 1920/21-es és az 1959/60-as szezonban. 1914. április 25-én az FA Kupát is megnyerték a Liverpool elleni meccsen. 1961-ben a BEK negyeddöntőjéig meneteltek, majd vereséget szenvedtek a Hamburgtól.
1976 óta nem szerepeltek az angol élvonalban, egészen a 2014/15-ös szezonig, ahol nem tudták megőrizni tagságukat. 1985-től kezdte hét éven keresztül a negyedosztályban voltak, és 1987-ben kis híján az ötödosztályba kerültek. 2000 és 2009 között a másodosztályban játszottak. 2016-ban visszajutottak az élvonalba. A 2017/18-as szezonban hetedik helyezést értek el, amivel bejutottak az Európa-ligába, de kiejtette őket az Olimbiakósz.

## Klubtörténet

### A kezdetek: 1882–1912

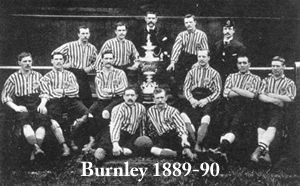
A Burnley kerete 1889-ből

1882 májusában a Burnley Rovers Football Club vezetősége úgy döntött, befejezik a rögbit és helyette labdarúgással kezdenek foglalkozni. Első éveikben különböző kék és fehér mezekben játszottak. 1882 októberében játszották le első hivatalos meccsüket az Astley Bridge ellen, melyen 8-0-s vereséget szenvedtek. Először az 1885/86-os idényben indultak az FA Kupában, de a tartalékokat küldték ki a Darwen ellen és 11-0-s verésbe szaladtak bele. A Burnley is alapító tagja lett a Labdarúgó Ligának 1888-ban, első szezonjában a 9. helyet szerezte meg. A következő szezonban mindössze egy utolsó előtti helyezésre futotta, ami nem meglepő tudván, hogy első 17 meccsükből egyet sem tudtak megnyerni. Mégis ez az évad hozta meg a csapat számára az első trófeát, hiszen megnyerték a Lancashire Kupát a Blackburn Rovers legyőzésével. Az 1896/97-es idényben nem sikerült elkerülniük a kiesést, de utána rögtön feljutottak, 30 meccsükből mindössze 2-t elveszítve. Ebben az időben még nem volt automatikus feljutás, a másodosztály bajnokságnak úgynevezett teszt mérkőzést kellett játszania az élvonal utolsó helyezettjével. A Burnley és a Stoke City csatája meglehetősen unalmas 0-0-val végződött, ezt máig a "lövés és gól nélküli meccs"-ként emlegetik. Ekkor döntöttek a liga vezetői az automatikus feljutás bevezetése mellett. Ironikus módon éppen ekkor történt az élvonal kibővítése is, így felesleges volt a Stoke elleni szenvedés. Az 1899/00-es szezon ismét kiesést hozott, ráadásul a csapat kapusa, Jack Hillman botrányba is keveredett, mert állítólag a szezon utolsó meccsén lefizette a Nottingham Forest játékosait. Emiatt a következő szezon teljes egészéről eltiltották. A 20. század első évtizedében a Burnley a Division Two-ban maradt.

### Sikerek az I. világháború előtt és után: 1912–1930
A csapat meze az 1910/11-es szezonban változott zöldről a mostani vörösborszín-kék színösszeállításúra. Állítólag ez azért történt, hogy hasonló sikereket élvezhessenek, mint az Aston Villa. Az 1912/13-as évadban visszajutottak az élvonalba és bejutottak az FA-kupa elődöntőjébe is, ahol kikaptak a Sunderlandtől. 1914-ben aztán elhódították a kupát a Liverpool ellen. Az első világháború után az 1919/20-as volt az első hivatalos évad, ekkor a csapat második lett a West Bromwich Albion mögött, de nem elégedtek meg ennyivel. A következő szezonban első bajnoki címüket ünnepelhették. Nem indult jól a bajnoki szereplésük, hiszen első 3 meccsüket elvesztették, de ezután 30 találkozón keresztül veretlenek maradtak. Ez hivatalos veretlenségi rekord volt, amíg az Arsenal meg nem döntötte a 2003/04-es szezonban. A Burnley nem tudta megismételni sikereit a következő szezonokban, sőt 1930-ban ki is esett az élvonalból.

### Mélypontok a II. világháború végéig: 1930–1945
A csapat szenvedett a másodosztályban, az 1931/32-es szezonban két pont választotta el őket attól, hogy még tovább zuhanjanak. A második világháború kitöréséig egyáltalán nem jártak a feljutás közelében, de 1935-ben eljutottak az FA Kupa elődöntőjéig. A háború alatt főként regionális ligákban szerepeltek, a hivatalos bajnokság az 1946/47-es szezonnal indult újra.

### A legjobb évek: 1946–1976
A második világháborút követő első szezonban a Burnley a másodosztály második helyén végzett, ami természetesen feljutást eredményezett. Ez az évad az FA Kupa-szereplés miatt is emlékezetes marad a szurkolók számára, hiszen csapatuk az Aston Villát, a Coventry Cityt, a Luton Townt, a Middlesbrough-t és a Liverpoolt is megverte. A döntőben a Charlton Athletic volt az ellenfél, melytől hosszabbítás után 1-0-s vereséget szenvedtek. Remekül sikerült az első élvonalbeli szezon (1947/48), hiszen harmadik lett a csapat és ezek után folyamatosan a bajnokesélyesek közé tartoztak. Az 1956/57-es idényben máig érvényes klubrekordot állítottak fel, hiszen az FA Kupában 9-0-ra verték a New Brightont. A következő szezonban egy korábbi játékos, Harry Potts vette át a csapat irányítását. Az 1950-es években főként két középpályásra, Jimmy Adamsonra és Jimmy McIlroyra épült a gárda, a duónak nagy szerepe volt az 1959/60-as bajnoki címben is. Ekkor a Spurs és a Wolverhampton Wanderers volt a két legnagyobb rivális a bajnokságban, de végül a Burnley lett a győztes, miután 2-1-re megverte a Manchester Cityt, 1960 május 2-án. Érdekesség, hogy ezt követően a csapat soha nem állt az élvonal tabellájának élén. A következő szezonban a BFC története során először bemutatkozhatott az európai porondon. 1961/62-ben másodikak lettek és bejutottak az FA-kupa döntőjébe is, de ott 3-1-es vereséget szenvedtek a Tottenham Hotspurtől. Bár a Burnley nem volt kétemberes csapat, nagyon rosszul érintette, hogy McIlroy a Stoke Cityhez igazolt, Adamson pedig visszavonult. 1966-ban kerültek a legközelebb ahhoz, hogy ismét bajnokok legyenek, akkor a harmadik helyen végeztek. Az 1966/67-es idényben a Vásárvárosok kupája negyeddöntőjéig meneteltek, de ott az Eintracht Frankfurt megállította őket. Az évtized további részében leginkább a középmezőnyben tanyáztak. 1970-ben Adamson menedzserként visszatért, de az 1970/71-es évadban kiesett vele a csapat, ezzel véget ért a hosszú, élvonalbeli szereplés. Ebben az időszakban a Burnley-ben több válogatott játékos is játszott.
Az 1972/73-as szezonban a másodosztály bajnokaként jutottak fel, ekkor még mindig Adamson  volt a vezetőedző. Ekkoriban Martin Dobson volt a gárda legfontosabb játékosa és vele feljutás után hatodik helyet értek el és bejutottak az FA-kupa elődöntőjébe is, de kiestek a Newcastle United ellen. A következő szezonban tizedikek lettek, bár Dobsont eladták az Evertonnak. Ekkor azonban egy nagy sokk is érte a gárdát az FA-kupában hazai pályán 1-0-ra kikaptak a ligán kívüli Wimbledontól. Az 1975/76-os idény ismét kiesést hozott, azóta nem is sikerült visszajutniuk az élvonalba.

### Visszaesés és kis híján megszűnés: 1976–1987
Három átlagos szezon után a BFC kiesett a harmadosztályba (1979/80). 42 bajnoki meccsén sem az első sem az utolsó 16 meccsén nem produkált győzelmet a gárda. Két szezonnal később, már Brian Miller vezetésével visszajutottak a második vonalba. Nem tartott azonban sokáig a másodosztályú szereplés, már az első szezon után kiestek, de a kupákban nagyobb szerencséjük volt. Az FA-kupában a negyeddöntőig, a Ligakupában pedig az elődöntőig jutottak, menetelésük során legyőzték többek között a Tottenham Hotspurt és a Liverpoolt. A rossz eredmények miatt folyamatosan váltották egymást az edzők a klubnál, az 1984/85-ös szezonban, John Benson irányítása alatt a Burnley története során először kiesett a negyedosztályba. Az 1986/87-es szezonban az Angol labdarúgó-szövetség bevezette az automatikus kiesést és feljutást a negyed- és ötödosztály között, ez a BFC-t is érintette, hiszen katasztrofálisan szerepeltek. A szezon végén muszáj volt győzniük a Leyton Orient ellen, hogy megőrizzék ligatagságukat. Végül 2-1 arányban sikerült is legyőzniük ellenfelüket, így a negyedosztályban maradtak.

### A feltámadás kezdete: 1987–2004
1988 májusában a Burnley ismét a Wembley Stadionban szerepelhetett, ezúttal a Football League Trophy döntőjének keretében, ahol a szintén negyedosztályú Wolverhampton Wanderers volt az ellenfél. Nem csoda, hogy 80 000 néző látogatott ki a helyszínre, hiszen mindkét döntős nagy múltú, akkoriban szenvedő klub volt. Végül a Farkasok nyertek 2-0-ra. Az 1991/92-es szezonban a csapat bajnoki címet ünnepelhetett a negyedosztályban, két évvel később pedig a másodosztályba is feljutottak osztályozók segítségével. Az osztályozóra szintén a Wembley Stadionban került sor, a Stockport County ellen. Egy szezon után azonban kiestek és az 1997/98-as évadban kis híján ismét a negyedosztályba kerültek, de egy Plymouth Argyle elleni győzelemmel megmenekültek. 1999/00-ben a gárda másodikként végzett, így automatikusan feljutott a másodosztályba, ahol mindmáig szerepel. A következő két idényben komoly esélyük volt a rájátszást érő helyek megszerzésére, utána viszont kisebb visszaesés következett. 2004 júniusában Steve Cotterillt nevezték ki menedzserré.

### A Cotterill-csapat: 2004–2007
Steve Cotterill első szezonjában a csapat mindkét kupában remekelt, a két legnagyobb "áldozat" a Liverpool és az Aston Villa volt. A bajnokságban egy 13. helyre futotta. A mester ezután fiatalította a csapatot, aminek az lett az eredménye, hogy a 2004/05-ös szezonban mindenki a Burnley védelmét dicsérte leginkább a másodosztályban. Ekkor az Aston Villa játékosa, Gary Cahill is a Turf Mooron játszott kölcsönjátékosként.
A 2005/06-os szezon ígéretesen indult a BFC számára, de miután Ade Akinbiyi a Sheffield Unitedhez igazolt, a teljesítmény visszaesett és végül csak a 17. helyen zártak. Cotterill 2006 nyarán több játékost is igazolt, például Steve Jonest, Stephen Fostert és Andy Grayt, utóbbi a Sunderlandtől érkezett, miután kölcsönben is szerepelt a Burnley-ben.
A 2006/07-es idény ismét jól indult a csapat számára, sokan arra számítottak, hogy körülbelül 30 év után ismét az élvonalban szerepelnek majd, de a szezon közepén annyira leromlott a formájuk, hogy közel kerültek a kieső zónához. Ebben része volt annak is, hogy az addigi gólfelelős, Gray lesérült. A gárdán az sem sokat segített, hogy leigazolta Joey Guðjónssont és Steven Caldwellt, valamint kölcsönvette Eric Djemba-Djembát az Aston Villától, hiszen így is csak három ponttal kerülték el a kiesést. Ebben a szezonban egy korábbi negatív rekordot is megdöntött a csapat, sorozatban 18 meccsen győzelem nélkül maradt.
A 2007/08-as idénynek nagy várakozásokkal vágott neki a Burnley, hiszen Cotterill sok olyan játékost igazolt, akik rendelkeztek első- vagy másodosztályú tapasztalatokkal (Király Gábor, Robbie Blake, Clarke Carlisle, Stephen Jordan, David Unsworth, Graham Alexander). A gárda azonban az idény elejétől kezdve hullámzóan szerepelt és nem volt szórakoztató a játéka. Egy Hull City elleni nagyon gyenge teljesítményt követően Cotterill közös megegyezés alapján távozott a Turf Moorból.

### Owen Coyle: 2007–2010
2007. november 22-én Owen Coyle-t nevezték ki menedzserré, első meccsén gól nélküli döntetlent játszott a Burnley a Stoke Cityvel. A téli átigazolási időszakban a mester eladta Andy Grayt a Charlton Athleticnek és kölcsönvedte Stansilav Vargát, Andy Cole-t (mindkettőt a Sunderlandtől és Mark Randallt az Arsenaltól. 2008-2009 között Király Gábor is a klub játékosa volt. Végül a BFC 62 pontot gyűjtött Coyle irányítása alatt.
A 2008/09-es szezonra készülve a menedzser leigazolta Martin Patersont, kevin McDonaldot, Christian Kalvenest, a perui Diego Pennyt és Remco van der Schaafot. Végül hosszú idő után sikerült kivívni a feljutást, így a 2009-2010-es évadot már a Premier League-ben kezdte a csapat. A bentmaradást nem sikerült kiharcolni, a 2009-10-es szezon végén kiestek, Owen Coyle pedig távozott.

### 2010-es évek
Az azonnali visszajutás nem sikerült, csak a 2013-14-es idény befejeztével tudtak ismét feljutni. Az élvonalbeli tagság most sem tartott sokáig, a 2014-15-ös szezon végén a Burnley FC búcsúzott a Premier League-től. Egy idény múlva Championship bajnokaként ismét feljutottak a legmagasabb osztályba.

## Klubszínek
A korai években különböző színösszeállítású mezeket viseltek a Burnley játékosai. Az első nyolc évben a kék és a fehér volt a két főszín. Három év múlva borostyán-lila csíkos mezre váltottak fekete rövidnadrággal. Az 1890-es évek nagy részében a borostyán-fekete csíkos összeállítás volt az uralkodó, de ebben az időszakban volt egy rózsaszín-fehér csíkos meze is a gárdának. 1897 és 1900 között teljesen fekete mezt viseltek a játékosok, majd ezt zöld mezre cserélték fehér sorttal. 1910-től használják mostani színeiket, a vörösbort és az égszínkéket, melyet a bajnok Aston Villától lestek el.

## Stadion
A Burnley 1883 óta a Turf Moorban játssza hazai meccseit. A stadionnak négy lelátója, melyek James Hergreaves, Jimmy McIlroy, Bob Lord és David Fishwick neveit viselik, utóbbi a vendégszurkolók számára van fenntartva. Jelenleg 22 546 néző fér be a létesítménybe, melyben csak ülőhelyek találhatók.

### Kabala
A csapat kabalafiguráját Bertie Bee-nek hívják. Mezén az 1882-es szám látható a Burnley alapításának évére utalva. Nagyon népszerű a szurkolók körében, főleg azóta, hogy egyszer látványosan leterített egy pályára berohanó drukkert. A 2006/07-es szezonban párja is volt Stan the Pie Man személyében, aki egy szponzori szerződés részeként lett a BFC kabalája.

## Játékosok

### Jelenlegi keret
Utolsó módosítás: 2024. szeptember 10.
A vastaggal jelzett játékosok felnőtt válogatottsággal rendelkeznek.
A dőlttel jelzett játékosok kölcsönben szerepelnek a klubnál.
| Mezszám                | Név                | Nemzetiség      | Születési hely   | Születési idő (kor)            | Korábbi csapat            | Érték (€)  | Szerződés lejárta |
| Kapusok                | Kapusok            | Kapusok         | Kapusok          | Kapusok                        | Kapusok                   | Kapusok    | Kapusok           |
| ---------------------- | ------------------ | --------------- | ---------------- | ------------------------------ | ------------------------- | ---------- | ----------------- |
| 1                      | James Trafford     | ENG             | Cockermouth      | 2002. október 10. (22 éves)    | Manchester City U21       | 18 000 000 | 2027.06.30.       |
| 20                     | Etienne Green      | ENG · FRA       | Colchester       | 2000. július 19. (24 éves)     | AS Saint-Étienne          | 700 000    | 2027.06.30.       |
| 32                     | Václav Hladký      | CZE             | Brno             | 1990. november 14. (34 éves)   | Ipswich Town FC           | 400 000    | 2026.06.30.       |
| Védők                  |                    |                 |                  |                                |                           |            |                   |
| 3                      | Shurandy Sambo     | holland · CUW   | Geldrop          | 2001. augusztus 19. (23 éves)  | Sparta Rotterdam          | 2 000 000  | 2028.06.30.       |
| 4                      | Joe Worrall        | angol           | Nottingham       | 1997. január 10. (28 éves)     | Beşiktaş JK               | 5 500 000  | 2028.06.30.       |
| 5                      | Maxime Estève      | francia         | Montpellier      | 2002. május 26. (23 éves)      | Montpellier Hérault SC    | 9 000 000  | 2029.06.30.       |
| 6                      | CJ Egan-Riley      | angol · IRL     | Manchester       | 2003. január 2. (22 éves)      | Jong PSV                  | 1 500 000  | 2026.06.30.       |
| 12                     | Bashir Humphreys   | angol · UGA     | Exeter           | 2003. március 15. (22 éves)    | Chelsea FC                | 5 500 000  | 2025.05.31.       |
| 14                     | Connor Roberts     | WAL             | Nottingham       | 1995. szeptember 23. (29 éves) | Leeds United              | 6 000 000  | 2025.06.30.       |
| 16                     | John Egan          | IRL             | Cork             | 1992. október 20. (32 éves)    | Sheffield United FC       | 2 000 000  | 2025.06.30.       |
| 18                     | Hjalmar Ekdal      | svéd            | Stockholm        | 1998. október 21. (26 éves)    | Djurgårdens IF            | 7 000 000  | 2027.06.30.       |
| 23                     | Lucas Pires        | BRA             | São Paulo        | 2001. március 24. (24 éves)    | Utánpótlásból került fel  | 2 000 000  | 2028.06.30.       |
| 36                     | Jordan Beyer       | német           | Kempen           | 2000. május 19. (25 éves)      | Borussia Mönchengladbach  | 9 000 000  | 2027.06.30.       |
| 39                     | Owen Dodgson       | angol           | Lancaster        | 2003. március 19. (22 éves)    | Dundee FC                 | 5 000 000  | 2027.06.30.       |
| 44                     | Hannes Delcroix    | belga · Haiti   | Grande Hatte     | 1999. február 28. (26 éves)    | RSC Anderlecht            | 4 000 000  | 2026.06.30.       |
| Középpályások          |                    |                 |                  |                                |                           |            |                   |
| 8                      | Josh Brownhill     | ENG             | Warrington       | 1995. december 19. (29 éves)   | Bristol City FC           | 13 000 000 | 2025.06.30.       |
| 21                     | Aaron Ramsey       | ENG             | Birmingham       | 2003. január 21. (22 éves)     | Aston Villa U21           | 13 000 000 | 2025.06.30.       |
| 24                     | Josh Cullen        | ír · ENG        | Westcliff-on-Sea | 1996. április 7. (29 éves)     | RSC Anderlecht            | 8 000 000  | 2027.06.30.       |
| 28                     | Hannibal Medzsbrí  | TUN · FRA       | Ivry-sur-Seine   | 2003. január 21. (22 éves)     | Sevilla FC                | 9 000 000  | 2028.06.30.       |
| 31                     | Mike Trésor        | belga · Burundi | Lembeek          | 1999. május 28. (26 éves)      | KRC Genk                  | 11 000 000 | 2028.06.30.       |
| 42                     | Han-Noah Massengo  | francia · Kongó | Villepinte       | 2001. július 7. (23 éves)      | Bristol City FC           | 3 000 000  | 2027.06.30.       |
| Csatárok               |                    |                 |                  |                                |                           |            |                   |
| 7                      | Jeremy Sarmiento   | ECU · ENG       | Madrid           | 2002. június 16. (23 éves)     | Ipswich Town FC           | 7 000 000  | 2025.05.31.       |
| 9                      | Jay Rodriguez      | ENG · spanyol   | Burnley          | 1989. július 29. (35 éves)     | West Bromwich Albion FC   | 800 000    | 2024.06.30.       |
| 10                     | Benson Manuel      | belga · Angola  | Lokeren          | 1997. március 28. (28 éves)    | Royal Antwerp FC          | 5 000 000  | 2027.06.30.       |
| 11                     | Jaidon Anthony     | angol · Jamaica | Hackney          | Sablon:Birthdayandage2         | AFC Bournemouth           | 6 000 000  | 2025.05.31        |
| 15                     | Nathan Redmond     | ENG · Jamaika   | Birmingham       | 1994. március 6. (31 éves)     | Beşiktaş JK               | 6 000 000  | 2025.05.31.       |
| 17                     | Lyle Foster        | Dél-Afrika      | Soweto           | 2000. szeptember 3. (24 éves)  | KVC Westerlo              | 13 000 000 | 2028.06.30.       |
| 19                     | Zian Flemming      | holland         | Ouragahio        | 1998. augusztus 1. (26 éves)   | Millwall FC               | 4 200 000  | 2025.05.31.       |
| 30                     | Luca Koleosho      | olasz · USA     | Norwalk          | 2004. szeptember 15. (20 éves) | RCD Espanyol              | 7 000 000  | 2027.06.30.       |
| 37                     | Andréas Hountondji | BEN · FRA       | Montry           | 2002. július 17. (22 éves)     | Rodez AF                  | 2 800 000  | 2028.06.30.       |
| 48                     | Enock Agyei        | belga · GHA     | Belgium, ?       | 2005. január 13. (20 éves)     | ES Troyes AC              | 800 000    | 2027.06.30.       |
| Kölcsönadott játékosok |                    |                 |                  |                                |                           |            |                   |
| Név                    | Poszt              | Nemzetiség      | Születési hely   | Születési idő (kor)            | Kölcsönben itt            | Érték (€)  | Kölcsön lejárta   |
| Oluwaseun Adewumi      | középpályás        | AUT             | Bécs             | 2005. február 23. (20 éves)    | Dundee FC                 | 300 000    | 2024.12.31.       |
| Zeki Amdouni           | támadó             | Svájc · török   | Genf             | 2000. december 4. (24 éves)    | SL Benfica                | 12 000 000 | 2025.06.30.       |
| Dara Costelloe         | támadó             | ír              | Limerick         | 2002. december 11. (22 éves)   | Accrington Stanley FC     | 325 000    | 2025.06.30.       |
| Darko Csurlinov        | támadó             | macedón         | Szkopje          | 2000. július 11. (24 éves)     | SSA Jagiellonia Bialystok | 1 500 000  | 2025.06.30.       |
| Michael Obafemi        | támadó             | ír · Nigéria    | Dublin           | 2000. július 6. (24 éves)      | Plymouth Argyle FC        | 1 800 000  | 2025.05.31.       |

## Híres játékosok
| - Jimmy Adamson - John Angus - George Beel - Arthur Bellamy - Adam Blacklaw - Tommy Boyle - Ian Britton - Frank Casper - Albert Cheesebrough - Ralph Coates - John Connelly - Tommy Cummings - Jerry Dawson - Martin Dobson - Alex Elder | - Paul Fletcher - Brian Flynn - Bert Freeman - Neil Grewcock - George Halley - Billy Hamilton - Gordon Harris - Willie Irvine - Leighton James - Steve Kindon - Kyle Lafferty - Andy Lochhead - Harold Mather - Jimmy McIlroy - Brian Miller | - Willie Morgan - Peter Noble - Brian O'Neil - Louis Page - Andy Payton - Brian Pilkington - Ray Pointer - Harry Potts - Jimmy Robson - Bobby Seith - Alan Stevenson - Dave Thomas - Colin Waldron - Billy Watson |

## Menedzserek
| Név              | Hivatali idő | Név              | Hivatali idő          |
| ---------------- | ------------ | ---------------- | --------------------- |
| Arthur Sutcliffe | (1893–1896)  | Martin Buchan    | (1985)                |
| Harry Bradshaw   | (1896–1899)  | Tommy Cavanagh   | (1985–1986)           |
| Ernest Magnall   | (1899–1903)  | Brian Miller     | (1986–1989)           |
| Spen Whittaker   | (1903–1910)  | Frank Casper     | (1989–1991)           |
| R.H. Wadge       | (1910–1911)  | Jimmy Mullen     | (1991–1996)           |
| John Haworth     | (1911–1925)  | Clive Middlemass | (1996 feb.–márc.)     |
| Albert Pickles   | (1925–1932)  | Adrian Heath     | (1996–1997)           |
| Tom Bromilow     | (1932–1935)  | Chris Waddle     | (1997–1998)           |
| Alf Boland       | (1935–1939)  | Stan Ternent     | (1998–2004)           |
| Cliff Britton    | (1945–1948)  | Steve Cotterill  | (2004–2007)           |
| Frank Hill       | (1948–1954)  | Steve Davis      | (2007 november)       |
| Alan Brown       | (1954–1957)  | Owen Coyle       | (2007–2010)           |
| Billy Dougall    | (1957–1958)  | Brian Laws       | (2010 jan.–dec.)      |
| Harry Potts      | (1958–1970)  | Stuart Gray      | (2010 dec.–2011 jan.) |
| Jimmy Adamson    | (1970–1976)  | Eddie Howe       | (2011–2012)           |
| Joe Brown        | (1976–1977)  | Terry Pashley    | (2012 október)        |
| Harry Potts      | (1977–1979)  | Sean Dyche       | (2012–2022)           |
| Brian Miller     | (1979–1983)  | Mike Jackson     | (2022)                |
| John Bond        | (1983–1984)  | Vincent Kompany  | (2022–)               |
| John Benson      | (1984–1985)  |                  |                       |

## Sikerek

### Hazai
- 2-szeres angol bajnok: 1920-21, 1959-60
- 3-szoros másodosztályú angol bajnok: 1897-98, 1972-73, 2015-16
- 1-szeres harmadosztályú angol bajnok: 1981-82
- 1-szeres negyedosztályú angol bajnok: 1991-92
- 1-szeres FA-kupa győztes: 1913-14
- 1-szeres Szuperkupa győztes: 1973

### Egyéb
- 1-szeres Angol-skót Kupa győztes: 1979 *

## Riválisok
A szurkolók szerint a három legfőbb rivális:
- Blackburn Rovers
- Preston North End
- Blackpool